# 敘利亞阿拉伯陸軍

敘利亞阿拉伯陸軍旗幟

敘利亞阿拉伯陸軍（阿拉伯语：الجيش العربي السوري）通稱敘利亞陸軍（الجيش السوري），曾是敘利亞阿拉伯軍的陆军部队。 它是原敘軍四大军种中規模最大的一個军种，敘利亞阿拉伯陸軍人數约占原敘軍总人數的80%。 敘利亞阿拉伯陸軍于1945年正式成立。
敘利亞阿拉伯陸軍曾參與1948年阿拉伯-以色列戰爭、第三次中东战争、贖罪日戰爭和第五次中东战争、1970年约旦内战、敘利亞內戰。海湾战争期间，敘利亞阿拉伯陸軍的一个装甲师被部署到沙特阿拉伯。
阿薩德政權垮台後，敘利亞阿拉伯陸軍隨即解散。 